# 橘岑継
橘 岑継（たちばな の みねつぐ）は、平安時代初期から前期にかけての公卿。名は峯継・峰継とも記される。右大臣・橘氏公の長男。官位は正三位・中納言。

## 経歴
従兄弟（伯母が嵯峨天皇の皇后・橘嘉智子）かつ乳兄弟（母が仁明天皇の乳母）にあたる正良親王（のち仁明天皇）に身近に仕え、その寵幸を得ていたという。天長6年（829年）内舎人に補せられたのち、蔵人・常陸少掾・相模掾を経て、天長9年（832年）従五位下・相模権守に叙任される。
天長10年（833年）3月の仁明天皇の即位に伴い、右近衛少将に抜擢される。同月、父の氏公の近衛大将への任官により左兵衛佐に遷任するが、同年11月左近衛少将に任ぜられた。その後、承和3年（836年）従五位上、承和6年（839年）正五位下、承和7年（840年）従四位下・右近衛中将、承和9年（842年）蔵人頭と近衛府の次官を務めながら急速に昇進し、承和11年（844年）参議に任ぜられ公卿に列す。仁明朝末の嘉祥2年（849年）には上位の参議3名（滋野貞主・藤原助・藤原長良）を越えて従三位・権中納言に叙任され、嘉祥3年（850年）の仁明天皇の崩御にあたっては御装束司を務めている。
文徳朝の斉衡2年（855年）正三位、斉衡3年（856年）中納言に叙任される。清和朝の貞観2年（860年）10月29日薨去。享年57。最終官位は正三位行中納言。

## 人物
身長が6尺（約182cm）以上で腰回りも非常に大きい偉丈夫である一方、緩やかで鷹揚な性格であった。少年の頃、愚鈍で文書を好まず、岑継が漢学の教養がないことを、「岑継は大臣の子であり天皇の外戚の家の子弟である。才識さえあれば、望めば公卿の位にも進むことができるのに、どうして全く書を読まないのか」と仁明天皇は嘆いたという。岑継はこのことを密かに聞いて深く恥じて、心を入れ替えて学問に精励し、師に付いて書伝を学び、ほぼ内容に通じるほどにまでなったという。

## 官歴
注記のないものは『六国史』による。
- 天長6年（829年） 3月：内舎人[2]
- 天長7年（830年） 正月：蔵人[2]。正月：常陸少掾[2]。6月：相模掾[2]
- 時期不詳：正六位上
- 天長9年（832年） 正月7日：従五位下。正月：相模権守[2]
- 天長10年（833年） 3月：右近衛少将[2]。3月：左兵衛佐（父卿依大将任）[2]。11月：左近衛少将[2]
- 承和3年（836年） 正月7日：従五位上。正月11日：兼丹波守[2]。7月14日：賜伊勢国壹志郡空閑地130町
- 承和6年（839年） 正月7日：正五位下
- 承和7年（840年） 正月7日：従四位下。3月5日：兼兵部大輔、左近衛少将如故。6月10日：右近衛中将
- 承和9年（842年） 正月：蔵人頭[2]
- 承和11年（844年） 正月11日：参議、中将如元
- 承和13年（846年） 正月13日：兼右衛門督、相模守如故
- 承和14年（847年） 正月7日：従四位上
- 承和15年（848年） 2月14日：兼相模守、右衛門督如故
- 嘉祥2年（849年） 正月7日：従三位。正月13日：権中納言
- 嘉祥3年（850年） 3月22日：御装束司（仁明天皇崩御）
- 斉衡2年（855年） 正月7日：正三位
- 斉衡3年（856年） 11月3日：中納言
- 天安2年（858年） 8月27日：山作司（文徳天皇崩御）
- 貞観2年（860年） 10月29日：薨去

## 系譜
- 父：橘氏公
- 母：田口真仲（田口継麿の娘） - 仁明天皇の乳母
- 生母不明の子女
  - 男子：橘氏継
  - 男子：橘茂生
  - 男子：橘清蔭?